# I'm Free
”I'm Free” er en sang fra The Rolling Stones, som blev skrevet af Mick Jagger og Keith Richards. Den blev udgivet som b-side til deres single i USA den 25. september 1965 "Get Off of My Cloud". I sangen forklarer sangeren, at han er fri til at gøre hvor han vil.
Den blev indspillet den 6. og 7. september, 1965, og var også at finde på albummene Out of Our Heads i Storbritannien, og December's Children i USA. 
Mick Jagger synger, mens Keith Richards og Brian Jones spiller elektriske guitarer til. Desuden spiller Brian også orgel. Bill Wyman spiller bass, mens Charlie Watts spiller trommer . 
Den er blevet coveret af forskellige artister som for eksempel Chris Farlowe på hans album "The Art of Chris Farlowe" (1966).
The Stones optog den bearbejdet akustiske version til deres 1994 live album Stripped.

### Fodnote
1. ↑  I'm Free